# جواو بيدرو (لاعب كرة قدم مواليد 2000)
جواو بيدرو هو لاعب كرة قدم برازيلي، ولد في 2000 في ريو دي جانيرو في البرازيل.